# Skuttérudite
La skuttérudite est une espèce minérale composée d'arséniure de cobalt et de nickel de formule (Co,Ni)As3-x avec des traces de S, Bi, Cu, Pb, Zn, Ag, Fe et Ni.

## Historique de la description et appellations

### Inventeur et étymologie
Ce minéral lourd et opaque, dur et fragile de Skutterud a été décrit par Wilhelm Karl Ritter von Haidinger en 1845, en arséniures de nickel et de cobalt. Ce minéralogiste a postulé une formule (CoNi)As3. Son nom emprunte sa racine à la localité minière de Skutterud.

### Topotype
- Gisement : le gisement de Skutterud suit un filon à paragénèse qui recèle Ni, Co, Ag. C'est aussi un gîte de contact. Outre les mines de Skutterud, la Norvège possède les mines de Snarum, Modum, Buskerud où se retrouvent ce minéral.
- Échantillons : École des mines de Freiberg (Allemagne), no 3910

### Synonymie
- arsenkobaltkies[4]
- modumite (Nicol 1849)[5]

## Caractéristiques physico-chimiques

### Critères de détermination
Le minéral de maille cubique possède un éclat métallique de gris argent à blanc d'étain, se clive facilement sur des plans (001) et (111), donne en masse des cassures inégales et conchoïdales, se ternit avec irisation. Dégage une odeur alliacée sous un choc. Il est assez facilement fusible. Soluble dans l'acide nitrique à chaud, il donne une solution rose.

### Variétés et mélanges
- Smaltine (Beudant 1832).

### Cristallochimie
- Elle forme une série avec la nickelskuttérudite,
- Elle sert de chef de file à un groupe de minéraux isostructuraux qui porte son nom : le groupe de la skuttérudite.

### Cristallographie
- Paramètres de la maille conventionnelle : a = 8,19 Å ; Z = 8 ; V = 549,35 Å3
- Densité calculée = 5,95 g/cm3

### Propriétés physiques
- Elle conduit l’électricité.

## Gîtes et gisements

### Gîtologie et minéraux associés
Gîtologie : on trouve la skuttérudite dans des filons métallifères, avec cobaltite, nickéline et minéraux de cobalt et nickel.

Minéraux associés : nickéline, cobaltite, arsénopyrite, argent, bismuth, calcite, sidérite, barytine, quartz.

## Famille de la skuttérudite

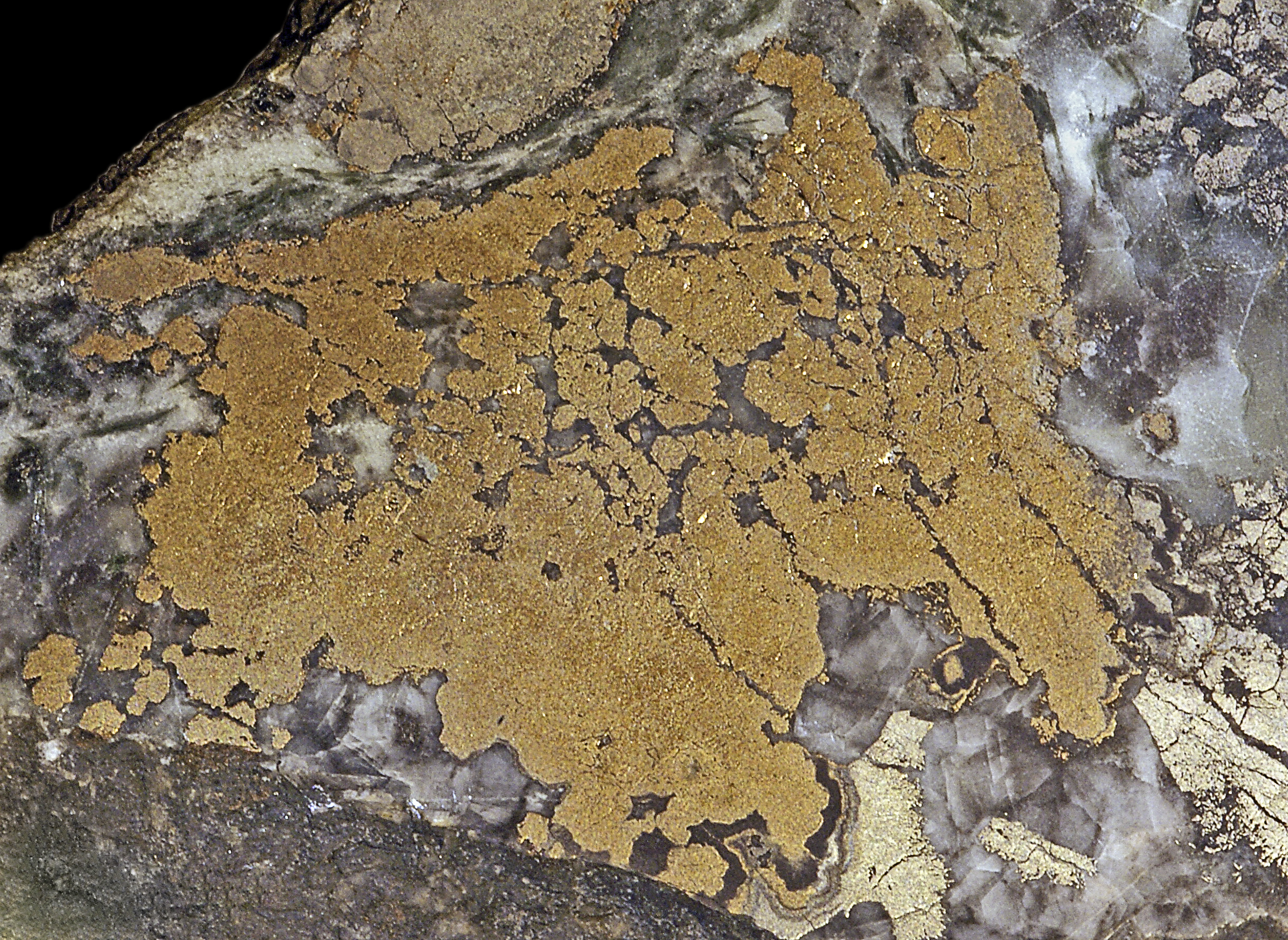
Nickeline - Silver Bar Mine, Cobalt, Ontario, Canada (6 × 4 cm)
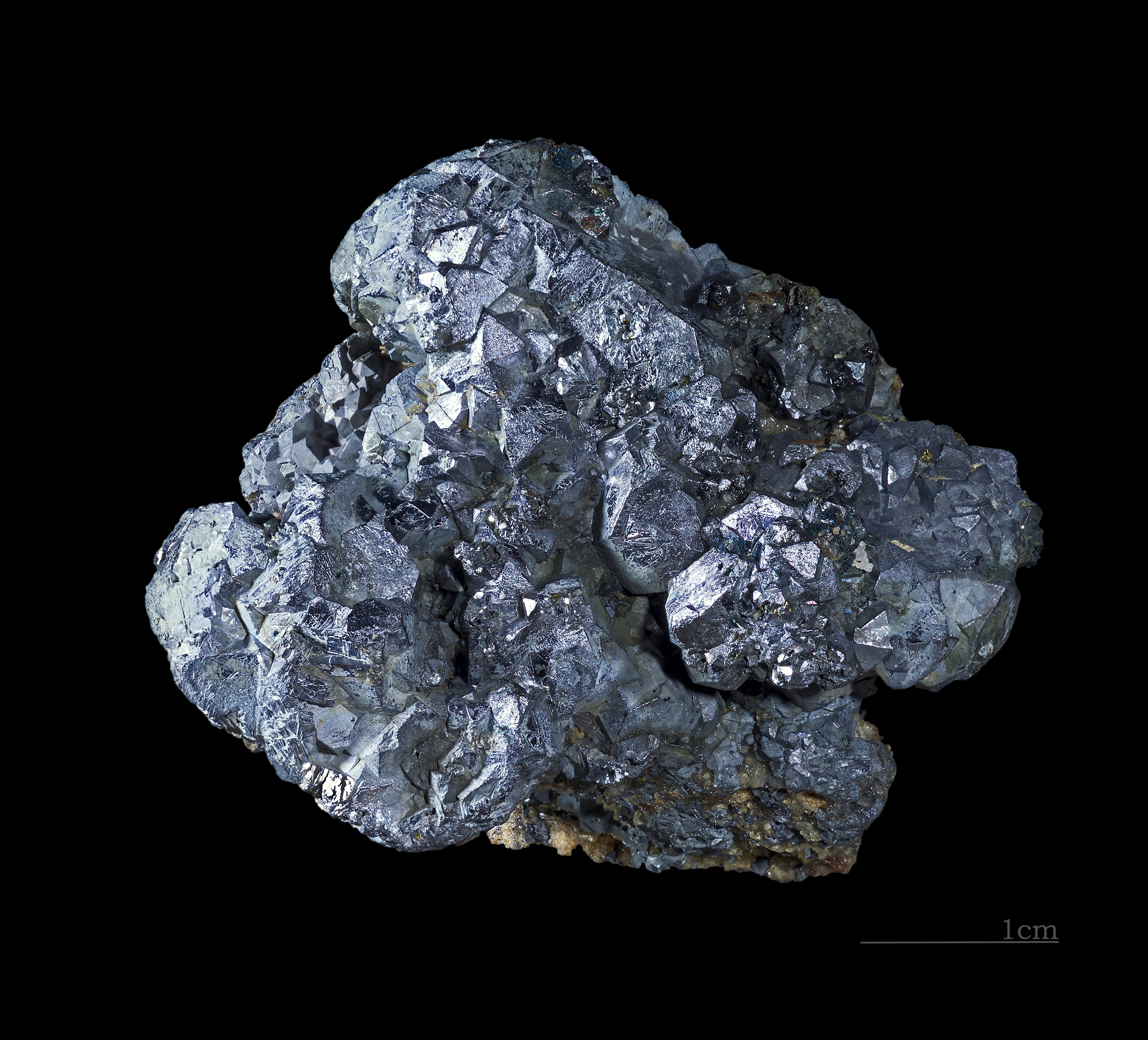
Smaltite Schneeberg Allemagne  (4,3 × 3,5 cm)

### Histoire minéralogique et géographie des gisements
Ce minéral est le minerai le plus commun du cobalt. Autrefois appelé smaltine, il était connu à Tunaberg en Suède, à Jachymov en Bohême tchèque, à Schneeberg en Saxe, à Andreasberg dans le Harz, etc., et depuis les années 1930 à Bou Azzer dans l'Anti-Atlas au Maroc.
À la mine Chrétien de Sainte-Marie-aux-Mines, la smaltine se présente à la fois sous forme massive, granulaire, en groupement arborescent et en particulier en gros cristaux cubo-octaédriques ou dodécaédriques (taille maximale 3 cm) insérés dans une matrice de calcite. Le minerai récupéré était broyé avec du sable pour fabriquer le « bleu cobalt » ou smalt. Cette matière bleue était une poudre colorante tenace dans l'industrie et l'artisanat, notamment la charronnerie. Les paysans l'utilisaient fréquemment au XIXe siècle.
La mine d'Allemont à Chalanches en Isère dévoile également de gros cristaux cubo-dodécaédriques insérés dans la calcite. 
Au début du XXe siècle, de nombreuses mines de Ni et de Co ont été rouvertes ou découvertes pour répondre à la demande des métallurgistes fabricants d'aciers spéciaux, en particulier pour le blindage. Ainsi la mine de Kruth qui présente des cristaux de tailles millimétriques dans le quartz a été exploitée à la Belle Époque en Alsace allemande (Elsass Reichsland).
Les mines de la ville de Cobalt en Ontario (Canada) contiennent de vastes gisements de skuttérudite massive qui est pour l'industrie locale un remarquable minerai de nickel, de cobalt et d'arsenic.
La mise en évidence de la série minéralogique (Co,Ni, Fe)Asx avec 2<x<3 a permis de généraliser la dénomination de skuttérudite. La smaltine désigne aujourd'hui une variété du minéral pauvre en arsenic. D'un point de vue rigoureux, l'unité de maille ou formule chimique correspond à CoAs2.
La forme riche en nickel est nommée nickelskuttérudite.

### Gisements producteurs de spécimens remarquables
Allemagne
- Grube Weißer Hirsch (Schacht 3), Neustädtel, Schneeberg, Erzgebirge[7]

 Canada
- Buffalo Mine, Coleman Township, Cobalt area, région de Cobalt-Gowganda, district de Timiskaming, Ontario[8] pour la smaltine.

 France
- Mine des Chalanches, Allemont, Isère, Rhône-Alpes, France

 Maroc
- Bou Azer, District de Bou Azzer, Tazenakht, province de Ouarzazate, Région du Souss-Massa-Draâ

 Norvège
- Skuterud Mines, Modum, Buskerud[9],Topotype

## Exploitation des gisements
Utilisationsminerai de cobalt et de nickel